# Deyelsdorf
Deyelsdorf ist eine Gemeinde im Landkreis Vorpommern-Rügen. Die Gemeinde liegt südöstlich von Ribnitz-Damgarten. Bis zum 15. Februar 2004 gehörte die Gemeinde zum Amt Trebeltal und gehört seitdem zum Amt Recknitz-Trebeltal.

## Geografie

### Geografische Lage
Deyelsdorf liegt etwa 20 Kilometer westlich von Grimmen und etwa fünf Kilometer südlich von Tribsees. Durch den Westen des Gemeindegebietes fließt die Trebel und ein Teilabschnitt des nie fertiggestellten Küstenkanals. Hier befindet sich auch ein größeres Waldgebiet.

### Gemeindestruktur
Ortsteile
- Bassendorf
- Deyelsdorf
- Fäsekow
- Stubbendorf
- Techlin

## Geschichte

### Gemeinde
Die Gegend gehörte bis Ende des Dreißigjährigen Krieges zum Herzogtum Pommern. Nach dem Westfälischen Frieden bis 1815 gehörte sie dann zu Schwedisch-Pommern und danach zur preußischen Provinz Pommern. Sie war bis 1952 Teil des Landkreises Grimmen und danach bis 1994 des Kreises Grimmen im Bezirk Rostock.

### Bassendorf
Die Historie des Ortes wurde insbesondere durch das ehemalige Rittergut geprägt. Besitzer waren vom Mittelalter an die Familie von Behr. Während des Dreißigjährigen Krieges kam Bassendorf zu Schwedisch-Pommern und fiel neben einer Reihe umliegender Güter um 1637 an den schwedischen Generalmajor und Reichsrat Hans Freiherr von Wachtmeister zu Björkö. Die Familie von Wachtmeister besaß das Gut bis zur Bodenreform 1945. Die zweite, freiherrliche Familienlinie in Preußen wurde nach dem Gothaischen Hofkalender 1816 zu Berlin in den Grafenstand erhoben. Besitzer war zuerst Axel Karl Dietrich Freiherr von Wachtmeister. Die von Wachtmeister blieben zum Teil noch in schwedischen Diensten, so auch der Oberstleutnant Axel Hans Dietrich Graf Wachtmeister auf Deyelsdorf, Bassendorf, Fäsekow, Eixen etc., verheiratet mit Sophie von Bilow. Die Nachfolge trat an Axel Friedrich Graf Wachtmeister (1810–1866), seine Frau war Adelaide von der Lancken. Dessen gleichnamiger Sohn Axel Graf Wachtmeister (1840–1913), Ehrenritter des Johanniterordens, heiratete in Schweden seine entfernte Cousine Thomazine von Wachtmeister. Bis zuletzt gehörte es dem Grafen Alex von Wachtmeister-Eixen und besaß einen Umfang von 847 ha. Er hatte mit Maria Ziemssen eine bürgerliche Ehefrau. Im Mittelpunkt des Gutsbetriebes selbst stand eine intensive Schafsviehhaltung mit 400 Tieren. Zum Gut gehörte 1939 konkret 171 ha Waldbesitz. Als Erbe vorbestimmt und bereits als Besitzer fungierend war der Sohn Axel-Erich Graf Wachtmeister; Gut Bassendorf soll 1941/42 einen Größe von 835 ha gehabt haben. Das eingeschossige Gutshaus mit seinem geschwungenen Giebel und dem Mansardwalmdach ist ein barocker Putzbau, der um 1780 errichtet wurde.

### Deyelsdorf
Im besonderen Interesse des Ortes und des Gutes liegen die Gutsbesitzer aus der briefadeligen Familie von Veit, die ursprünglich mit den Vorfahren aus Schlesien stammte. Ende des 19. Jahrhunderts erwarb der 1893 auf Jagdschloss Hubertusstock in den preußischen Adelsstand versetzte Gynäkologe, Dr. med., Geheimer Obermedizinalrat und ordentliche Professor an der Universität Bonn, Gustav von Veit (1824–1903), Herr auf Zansebuhr auch die Güter Deyelsdorf mit Fäsekow. In die Nachfolgeschaft trat sein Sohn aus erster Ehe Dr. August von Veit  (1861–1927). Deyelsdorf-Gut soll um 1910 etwa 759 ha Flächeninhalt betragen haben. Augusts Halbbruder Gustav von Veit starb als Offiziersstellvertreter 1914 im Krieg. So blieb die Familie wohl ohne direkte Erben und starb später aus.

### Fäsekow
In Fäsekow, auch zeitweise Faesekow, bestand ein konventionelles Rittergut, welches in der geschichtlichen Entwicklung zu Deyelsdorf zugehörig war. Mitte des 19. Jahrhunderts gehörte es der Vorpommern und Mecklenburg weit verbreiteten Landwirtsfamilie Pogge. 1914 weist das Güter-Adressbuch Pommern den Landrat a. D. August von Veit als Eigentümer aus. Gut Fäsekow hatte zu jener Zeit eine Größe von 248 ha. Verwalter war Paul Behn mit Sitz in Deyelsdorf.

### Stubbendorf
1275 erwarb und verschenkte Redagus aduocatus de Rosto(c)k die Gemarkung Stubbendorf. Mitte des 19. Jahrhunderts erwähnt eine Statistik die Försterei Stubbendorf.

### Techlin
Der Ort Techlin wurde 1245 in einer Patronatsurkunde des Klosters Neuenkamp urkundlich erwähnt. Gutsbesitzer waren u. a. die Familie von Behr (1610–um nach 1648) sowie der schwedische Generalmajor Hans Graf Wachtmeister zu Björkö und Erben (bis 1819). Nachfolgend übernahm die Familie von Hennings, mit Oberst Gustav Bernhard von Hennigs - Stremlow (1773–1845), dessen Vater bereits mit Besitz in Schwedisch-Vorpommern ausgestattet 1790 zu München mit der Titulatur Ritter in den Reichsadelsstand nobilitiert wurde. Die nächsten Erben auf Techlin waren Hermann Karl Adolf von Hennings (1818–1890) und Ehefrau Ernestine von dem Knesebeck-Langenapel, sodann im Minorat deren jüngster Sohn Rittmeister Fritz von Hennings, Mitglied des Abgeordnetenhauses. Alle genannten Hennings waren Johanniterritter. Seit 2005 ist die Familie wieder in Techlin, ihnen gehörte auch das benachbarte Gut Stremlow.

## Wappen, Flagge, Dienstsiegel
Die Gemeinde verfügt über kein amtlich genehmigtes Hoheitszeichen, weder Wappen noch Flagge. Als Dienstsiegel wird das kleine Landessiegel mit dem Wappenbild des Landesteils Vorpommern geführt. Es zeigt einen aufgerichteten Greifen mit aufgeworfenem Schweif und der Umschrift „GEMEINDE DEYELSDORF“.

## Kultur und Sehenswürdigkeiten

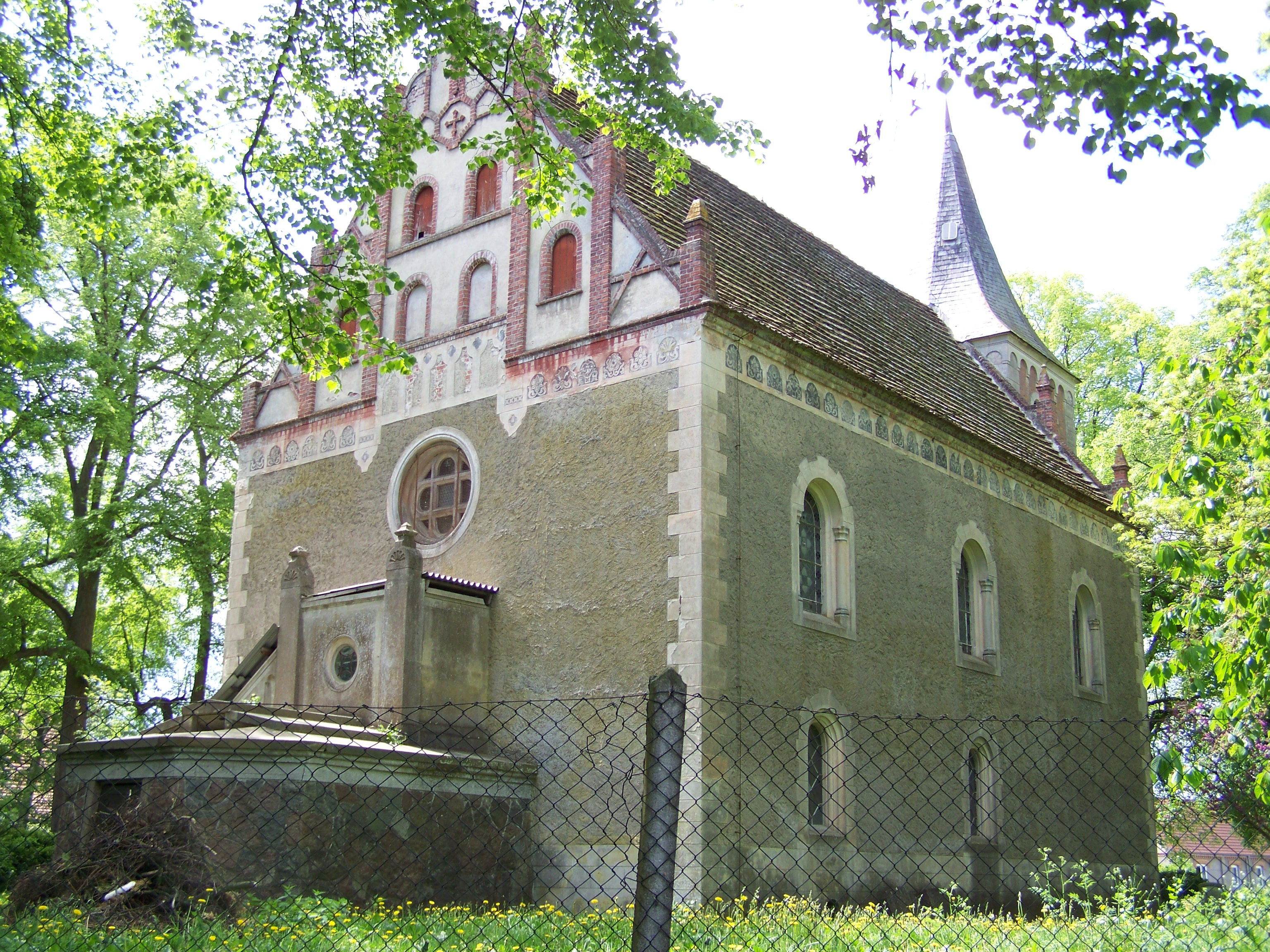
Kirche Deyelsdorf

- Herrenhaus Bassendorf
- Kirche Deyelsdorf
- Herrenhaus Deyelsdorf
- Herrenhaus Techlin

## Wirtschaft und Infrastruktur

### Verkehr
Die nördlich der Gemeinde liegende A 20 ist über den Anschluss Tribsees (etwa sechs Kilometer) zu erreichen.

## Persönlichkeiten
- Friedrich Friese, genannt Friese, der Erste (* 1765 in Bassendorf; † 1833 in Parchim), Lehrer, Organist und Orgelbauer